# 血尿
血尿（けつにょう）は、尿に血（赤血球）が混入していること。赤血球尿とも呼ぶ。ミオグロビン尿・ヘモグロビン尿とともに、潜血反応が陽性を示す。重篤な疾病の症候として現れるため血尿に気づいたら、1 - 2日以内に医療機関での診察が必要とされ、痛みや排尿困難の症状を伴う場合、直ちに医療機関での診察が必要である。出血（混入）量が微量の場合は肉眼では着色が認められない「顕微鏡的血尿」は検査によって発見され尿潜血と呼ばれる。

## 解説
腎臓、尿管、膀胱、尿道までの尿路のいずれかの部位の異常、住血吸虫症によって生じるが、激しい運動の後に一過性の血尿を生じる事がある。
警戒すべき血尿
- 肉眼的血尿
- 持続的な顕微鏡的血尿
- 年齢50歳以上
- 高血圧および浮腫
- 全身症状（例，発熱，盗汗，体重減少）

原因となる疾患は膀胱の感染症（膀胱炎）、前立腺の感染症（前立腺炎）、尿路結石が多いとされる。まれに、結核、腎臓の腫瘍、膀胱の腫瘍、前立腺の腫瘍、前立腺肥大症。他に、急激に症状が悪化する壊死性筋膜炎、横紋筋融解症なども原因となり得る。

## 頻度
健康診断における潜血陽性率は、大学生で4 - 5%、40代は男6%女10%、60代は男11%女24%、80代以上は男17%女29%である（女性は月経血による偽陽性がかなり含まれていると思われる）。

## 分類
肉眼でも確認できる肉眼的血尿と肉眼では判別できない顕微鏡的血尿に分けて考えられる。血尿であるかどうかを調べるには顕微鏡的尿沈渣で赤血球が含まれるかどうかを調べるまではわからない。尿沈渣検査で赤血球が5個/1視野以上（5個/HPF）あればなんらかの病気を示唆するが、良性の家族性血尿は治療不要である。尿中赤血球に破壊、変形が見られれば、糸球体病変を示唆する。

### 肉眼的血尿
尿が赤いことを肉眼的血尿という。これは患者の主訴、あるいは尿の色調変化のことであり必ずしも血尿ではない場合がある。色調変化があり顕微鏡的尿沈渣で赤血球が含まれれば肉眼的に確認できる血尿ということになる。この場合は1lの尿中に1ml以上の血液が入っていると見られる。特に症状がないのに血尿だけを認める場合、尿路の癌（腎癌、腎盂癌、尿管癌、膀胱癌など）の可能性があるが、若年者ではその可能性は低い。
尿の色調変化があるが尿沈渣検査で赤血球が認められない場合は色素尿といわれる。ポルフィリン症、ヘモグロビン尿、ミオグロビン尿、ビリルビン尿などが知られている。尿潜血反応陽性ならばミオグロビン尿やヘモグロビン尿、尿潜血反応が陰性ならばリファンピシンやプロポフォールなどの薬剤性血尿やビート尿などが疑われる。ミオグロビン陽は横紋筋融解症で認められるもので、激しい運動の後や臥床や圧迫による筋壊死による血清CKの上昇が認められる。持続すると急性腎不全となるため大量輸液などが必要となる場合がある。またヘモグロビン尿は溶血性疾患でおこることが多く、血清の間接ビリルビンやLDHが上昇する、また重症熱傷で起こることもある。ヘモグロビン尿も持続すると腎不全を起こすことがある。重症熱傷の場合はハプトグロビンの補充療法を行い、ヘモグロビンと結合させることによって腎不全を防ぐという治療も存在する。
尿沈渣検査で赤血球が認められる肉眼的血尿の場合、糸球体からの出血か非糸球体からの出血か予測する方法がある。糸球体からの出血の場合は糸球体を通過する際に赤血球が破損するため不均一赤血球や赤血球円柱が認められることが知られている。また糸球体血尿の場合は凝固しないことがしられている。この場合はほとんどは腎臓内科の疾患となる。非糸球体血尿の場合は均一赤血球であり凝固しやすいことが知られている。この場合は泌尿器の疾患である場合が多い。非糸球体出血で代表的な緊急症例に膀胱タンポナーデというものがある。膀胱タンポナーデでは非糸球体血尿が凝固することで膀胱出口を塞ぎ尿閉に陥ることである。膀胱タンポナーデは精巣捻転、フルニエ症候群とならんで泌尿器科的救急疾患とされている。

### 顕微鏡的血尿

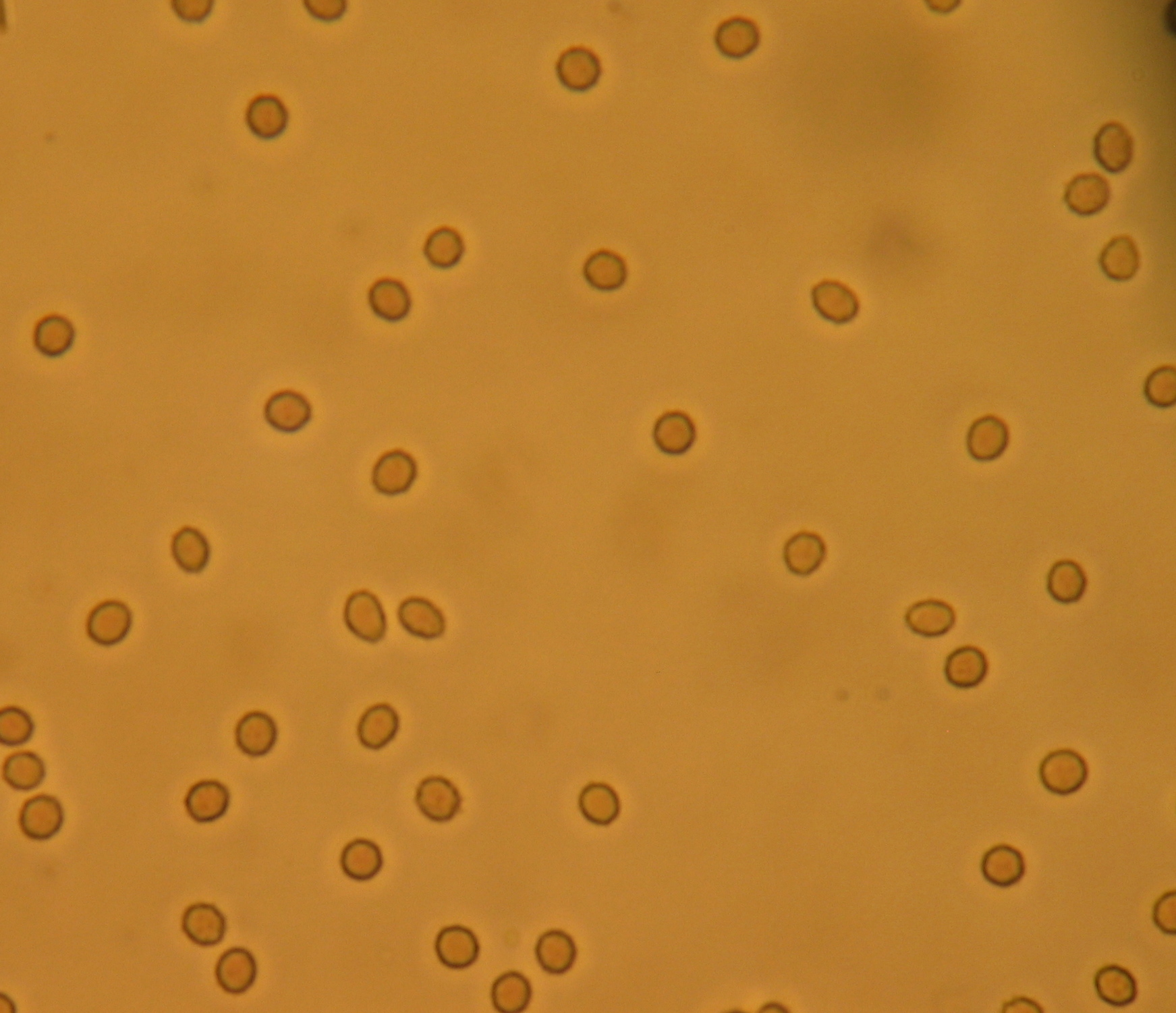
顕微鏡下にて観察された血尿の例

顕微鏡的血尿は、顕微鏡検査でのみ赤血球を認める血尿。尿中に赤血球が5個/1視野以上ある場合（5個/HPF）に顕微鏡的血尿とする。

## 尿検体
運動直後の採尿は避け、新鮮尿（随時尿）による採取直後の検査が望ましい。早朝第一尿採取後、時間が経過してから検体を検査すれば、溶血によって顕微鏡検査が不正確になる。冷暗所保存が望ましいとされる。最近は家庭で潜血を自己検査できるキットが市販されている。
前日にビタミンCを多く含む食品を喫食している場合、尿潜血試験紙の擬陽性化が生じる事がある。

## 鑑別
原因疾患は、膀胱炎や尿路結石、ネフローゼ症候群、腎癌、尿管癌、膀胱癌、等の尿路系疾患がある。
- 尿潜血反応陽性・無症候性血尿で小児期から持続性の血尿の場合
  - 家族性血尿、Alport症候群、菲薄基底膜症候群、遊走腎
- 突発的な肉眼的血尿の場合
  - 腎動静脈瘻、ナットクラッカー現象、行軍ヘモグロビン尿症
- 超音波検査で異常所見のある場合
  - 腎癌、膀胱癌、尿路結石、IgA腎症、血管異常、嚢胞性腎疾患（ADPKDなど）、先天異常など泌尿器科的疾患
- 肝障害、胆管閉塞
  - 黄疸によるビリルビン尿[6]
- 脱水による尿濃縮[7]